# Kamov Ka-60 Kasatka
Le Kamov Ka-60 Kasatka (« Orque ») est un hélicoptère de transport moyen d'origine russe.

## Conception
En 1982, Kamov remporta avec son V-60 le contrat d'équipement de l'armée soviétique visant à remplacer Mi-8 par un nouvel hélicoptère léger. Lors de cette compétition, il fut opposé au Mil Mi-36. Le V-60 était un hélicoptère monomoteur à rotor coaxial et double dérive. Par la suite, la conception fut entièrement modifiée afin d'atteindre une plus grande vitesse ; il fut équipé d'un rotor principal simple, de deux moteurs et d'un fenestron à onze pales.
Le premier vol était prévu en 1993, mais fut retardé à cause du manque de financement et il fut décidé de développer une version civile sous la désignation Ka-62.
Le Ka-60 fut officiellement dévoilé le 29 juillet 1997 à Lyubertsy. Le premier vol fut effectué le 10 décembre 1998. Son premier vol officiel eut lieu le 24 décembre 1998 à Moscou. Au milieu de l'année 2001, un second prototype fut construit en version d'entraînement Ka-60U.
La version Ka-62 destinée à l'exportation se développe très lentement. Son premier vol a lieu en 2016.

## Versions
Ka-60
- Ka-60 : modèle de base multirôle
- Ka-60U : entraînement
- Ka-60K : transport
- Ka-60R : reconnaissance

Ka-62 (versions destinées à la lutte antichar et anti-hélicoptère)
- Ka-62 : Modèle civil de base pour le marché intérieur russe
- Ka-62M : Modèle certifié aux standards occidentaux équipé de deux moteurs General Electric T700/CT7-2D1, d'un rotor à cinq pales

## Utilisateurs
Actuellement aucun. Il intéresse l'armée russe et des rapports indiquent qu'il a été évalué par l'Iran. Le besoin des forces russes est estimé à plus de 100 Ka-60U.

## Caractéristiques

### Motorisation
Les prototypes sont équipés de turbomoteurs RKBM Rybinsk RD-600V de 1 300 ch comme le Ka-62. Les hélicoptères de série devraient être eux équipés avec des Klimov VK-1500 de 1 500 ch. Les versions destinées à l'exportation auront les choix entre des Rolls-Royce Turbomeca RTM322 ou des General Electric CT7

### Aménagement
Il peut emporter 16 hommes de troupe ou 6 civières et 3 médecins. Le pilote et le copilote/tireur sont situés côte à côte.

### Systèmes et avionique
Tous les systèmes sont d'origine russe mais peuvent être remplacés par des équipements équivalents occidentaux dans les versions à l'export.

### Armement
Une mitrailleuse latérale. Des options permettent de l'équiper avec deux paniers de 7 roquettes de 80 mm, ou deux canons en fuseau.

## Culture populaire
Cet hélicoptère est présent dans les jeux vidéo Arma 3 développés par Bohemia Interactive Studio, Metal Gear Solid 2 : Sons of Liberty édité et développé par Konami et dans Battlefield 3 produit par DICE.

### Sources
- Jane's Handbook